# Aftab Pureval
Aftab Pureval, de son nom complet Aftab Karma Singh Pureval (né le 9 septembre 1982) est un avocat et homme politique américain qui est le 70e maire de Cincinnati, Ohio depuis le 4 janvier 2022. Le 14 janvier 2021, il déclare sa candidature aux élections municipales de Cincinnati. Le 2 novembre 2021, avec 65,8 % des voix, il est élu maire, faisant de lui le premier maire de Cincinnati d'origine asiatique (il est d'origine indienne et tibétaine). Il était auparavant candidat au 1er district congressionnel de l'Ohio en 2018.
En décembre 2022, il rend visite au 14e dalaï-lama à Dharamsala en Inde  sur son invitation avec la maire d'Oakland, Libby Schaaf (en), la maire de San Leandro, Pauline Cutter, le maire de Louisville, Greg Fischer (en), la philanthrope et veuve de Mohamed Ali, Lonnie Ali et l'ancien maire de Pittsburgh Bill Peduto.